# Josimar Higino Pereira
Josimar Higino Pereira, conegut com a Josimar, (19 de setembre de 1961) és un exfutbolista brasiler.

## Selecció del Brasil
Va formar part de l'equip brasiler a la Copa del Món de 1986.